# نورس أصفر القدم
نورس أصفر القدم (الاسم العلمي: Larus livens) (بالإنجليزية: Yellow-footed Gull)‏ هو نوع من الطيور يتبع جنس النورس من الفصيلة النورسية      .	